# تشيك نداي

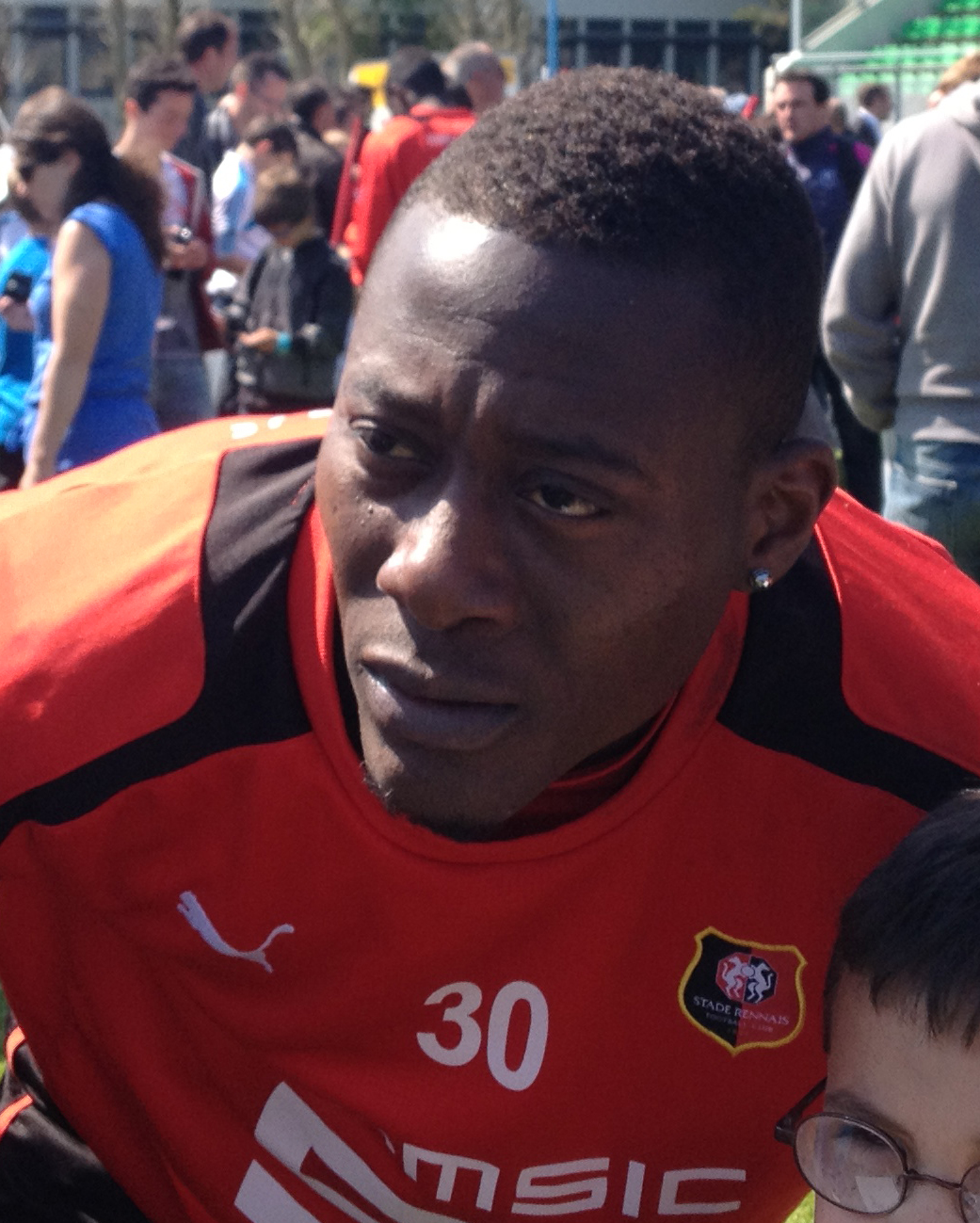

تشيك نداي (Cheick N'Diaye) ، من مواليد 15 فبراير 1985 في داكار في السنغال ، لاعب كرة قدم سنغالي.
و هو يلعب مع نادي رين الفرنسي.
و هو يلعب مع منتخب السنغال لكرة القدم.

## روابط خارجية
- تشيك نداي على موقع رابطة كرة القدم الفرنسية للمحترفين (الإنجليزية)
- تشيك نداي على موقع قاعدة بيانات كرة القدم.إي يو (الإنجليزية)
- تشيك نداي على موقع ناشيونال فوتبول تيمز (الإنجليزية)
- تشيك نداي على موقع Soccerway.com (الإنجليزية)
- تشيك نداي على موقع عالم كرة القدم.نت (الإنجليزية)
- تشيك نداي على موقع AS.com (الإسبانية)